# Jacob Ridgway
Jacob Ridgway (né le 18 avril 1768 dans le New Jersey - mort le 30 avril 1843 à Philadelphie) est un financier américain.

## Biographie
Ses deux parents étant décédés, il vient à Philadelphie à l'âge de seize ans vivre avec sa sœur aînée, dont le mari devient le tuteur.
Il a étudié le commerce de gros dans l'entreprise de Samuel Shaw, et lui succéda en tant que partenaire avec son fils, Thomas Shaw. Bien qu'âgé de vingt-un ans, il est très apprécié pour ses qualités d'entrepreneur.
Il avait un capital que lui a laissé son père, qu'il a augmenté rapidement.
Après quelques années, il s'est retiré de l'affaire avec Shaw, et est entré en partenariat avec son beau-frère, James Smith. Après avoir revendu une première affaire à Joseph Pryor, ils créèrent une entreprise de transport maritime.
Smith et Ridgway ont réalisé d'importantes expéditions marchandes, avec une grande prospérité, jusqu'à ce que les difficultés commencent entre la France et l'Angleterre. Leurs navires ont été saisis, et il est devenu nécessaire pour l'un d'eux de résider en Europe pour protéger leur cargaison. Ridgway s'installa alors avec sa famille à Londres, où il a dirigé les travaux de sa société, et aussi celle d'un certain nombre d'autres marchands.
Ridgway passe beaucoup de temps à voyager, avant de finalement se fixer à Anvers comme consul des États-Unis. Il y est devenu associé au sein de la société Merton & Ridgway, en continuant dans la société Smith & Ridgway de Philadelphie. Après la saisie d'un de ses navires, il se précipita à Paris, où il obtient une entrevue avec Bonaparte, de qui il obtenu des papiers authentifié pour la libération du navire.
Durant se présence en Europe, il a constamment envoyé des sommes d'argent pour investir dans l'immobilier à Philadelphie. À son retour, après une absence de plusieurs années, il se retira des affaires, pour s'occuper de la gestion de ses propriétés.
Il fonde la ville de Ridgway dans l'État de Pennsylvanie.
À sa mort, en 1843, il était millionnaire.
Il est le beau-père de John Rhea Barton (en) et de James Rush (1786-1869), le fils de Benjamin Rush.

## Sources
- « Encyclopaedia of contemporary biography, of Pennsylvania... »
- Stephen Noyes Winslow, « Biographies of successful Philadelphia merchants », 1864
- Henry Simpson, « The Lives of Eminent Philadelphians, Now Deceased », W. Brotherhead, 1859